# Гонсалес, Мелисса
Мели́сса Энн Гонса́лес (англ. Melissa Ann Gonzalez, 24 января 1989, Кортлендт, Нью-Йорк, США) — американская хоккеистка (хоккей на траве), полузащитник. Участница летних Олимпийских игр 2012 и 2016 годов, бронзовый призёр Панамериканского чемпионата 2017 года, двукратная чемпионка Панамериканских игр 2011 и 2015 годов.

## Биография
Мелисса Гонсалес родилась 24 января 1989 года в американском городе Кортлендт в штате Нью-Йорк.
Окончила среднюю школу в Лейкленде и университет Коннектикута, играла в хоккей на траве за его команду «Коннектикут Хаскиз».
Дважды выигрывала золотые медали хоккейных турниров Панамериканских игр — в 2011 году в Гвадалахаре и в 2015 году в Торонто.
В 2012 году вошла в состав женской сборной США по хоккею на траве на летних Олимпийских играх в Лондоне, занявшей 12-е место. Играла на позиции полузащитника, провела 6 матчей, мячей не забивала.
В 2016 году вошла в состав женской сборной США по хоккею на траве на летних Олимпийских играх в Рио-де-Жанейро, занявшей 5-е место. Играла на позиции полузащитника, провела 6 матчей, забила 2 мяча (по одному в ворота сборных Японии и Индии).
В 2016 году завоевала бронзовую медаль Трофея чемпионов.
В 2017 году стала бронзовым призёром Панамериканского чемпионата.
В 2008—2018 годах провела за сборную США 241 матч.
Была тренером-общественником Калифорнийского, Йельского и Массачусетского университетов.

## Семья
Родители Мелиссы Гонсалес — педагоги. Отец умер, когда ей было 17 лет. У Гонсалес есть три старших сестры.